# Diosso

Diosso é uma cidade da República do Congo, localizada na região de Kouilou, ao norte da cidade de Pointe-Noire.